# USS Bon Homme Richard (CV-31)
USS Bon Homme Richard (CV-31) byla letadlová loď Námořnictva Spojených států, která působila ve službě v letech 1944–1971. Jednalo se o čtrnáctou postavenou jednotku třídy Essex (desátou a poslední ve verzi s krátkým trupem).
Její stavba byla zahájena 1. února 1943 v loděnici New York Naval Shipyard v New Yorku. K jejímu spuštění na vodu došlo 29. dubna 1944, do služby byla zařazena 26. listopadu 1944. Zúčastnila se závěrečných operací druhé světové války v Tichém oceánu. V roce 1947 byla odstavena, k opětovnému zařazení do aktivní služby došlo v roce 1951, následně sloužila v korejské válce. Roku 1952 byla překlasifikována na útočnou letadlovou loď CVA-31. V letech 1953–1955 prodělala rekonstrukci, následně působila v Tichém oceánu a po roce 1965 sloužila také ve válce ve Vietnamu. Ze služby byla vyřazena 2. července 1971, následující téměř dvě desetiletí zůstala odstavena v rezervách. V roce 1992 byla odprodána do šrotu.